# リズと青い鳥

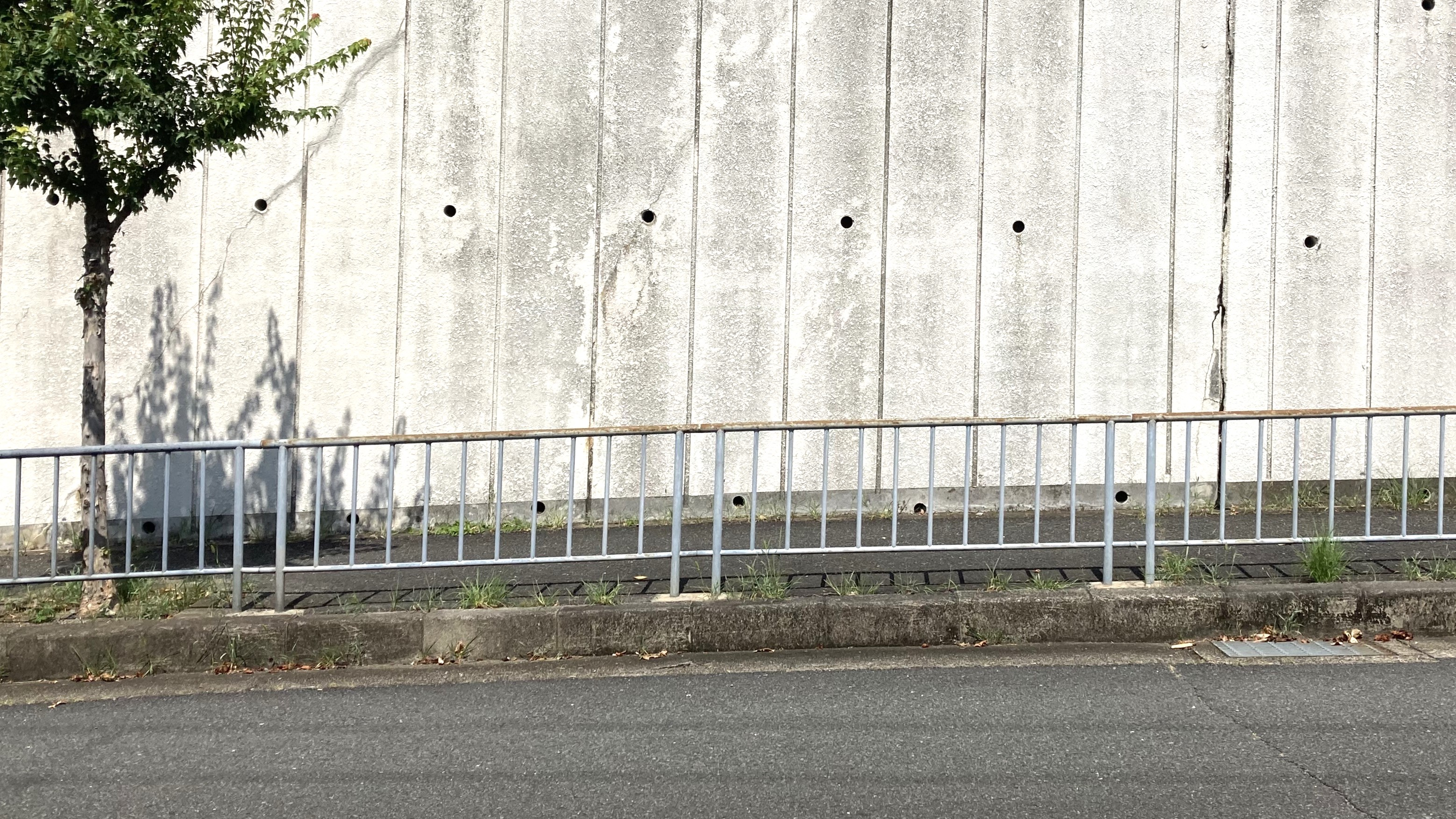
本作のモデルとなった京都府立莵道高校の通学路

『リズと青い鳥』（リズとあおいとり）は、2018年4月21日に公開された日本の長編アニメーション映画。武田綾乃による小説シリーズ『響け！ユーフォニアム』の中の一編『響け！ユーフォニアム 北宇治高校吹奏楽部、波乱の第二楽章』が原作となっており、2015年より放送されているテレビアニメシリーズのスピンオフ映画である。監督はテレビアニメシリーズでシリーズ演出を務めた山田尚子が担当し、脚本の吉田玲子、キャラクターデザインの西屋太志、音楽の牛尾憲輔をはじめ『映画 聲の形』のスタッフが再集結した。制作はテレビアニメシリーズに引き続き京都アニメーションが担当。
高校3年生のフルート奏者・傘木希美と、同じく高校3年生のオーボエ奏者・鎧塚みぞれを主人公に据え、彼女たちにとって最後のコンクールまでの日々を描いた作品。本作はスピンオフ映画でありながら、一本の独立した映画として制作されている。
第73回毎日映画コンクールでは大藤信郎賞を受賞し、第22回文化庁メディア芸術祭ではアニメーション部門・審査委員会推薦作品に選定されている。

## 沿革
2017年6月4日 - 宇治市文化センターで開催された「『響け！ユーフォニアム2』スペシャルトークイベント～1・2年生合同！宇治でお祭りフェスティバル～」にて『響け！ユーフォニアム』の完全新作映画が2作品制作中であることが発表され、2018年公開予定と予告される。
2017年9月30日 - 新宿ピカデリーにて行われた『劇場版 響け!ユーフォニアム〜届けたいメロディ〜』の初日舞台挨拶にて本作の特報とティザービジュアルが解禁され、公開日が2018年4月21日と予告される。
2018年4月4日 - 丸の内ピカデリーにて完成披露試写会が行われる。
2018年4月21日 - 全国73館にて公開。

## あらすじ

### 童話『リズと青い鳥』
親を早くに亡くした孤独な少女・リズは、ある嵐の夜、自宅の庭に青い鳥が人の姿で倒れているのを見つける。彼女はその青い鳥を家に匿い、ともに暮らすこととなる。時は経ち、二人は次第に愛し合うようになっていたが、リズは青い鳥を家に留め続けることに迷いを感じていた。そして、ある日リズは青い鳥に自由になるべきだと告げ、その姿を見送る。

### 本編
傘木希美と鎧塚みぞれにとって最後のコンクールの自由曲が『リズと青い鳥』に決まった。この曲はある童話を題材にした作品であった。
この曲の第3楽章にはオーボエとフルートの掛け合いがあり、ある日の朝練にて、二人はそのパートを試しに吹いてみることになる。早く本番を迎えたいと希美が顔を輝かせる一方で、ずっと希美と一緒にいたいと考えているみぞれは「本番なんて、一生来なくていい」と呟く。
みぞれは卒業後の進路を決め倦ねており、担任に提出する進路希望調査書も白紙で出していた。そんなある日、みぞれはトレーナーの新山聡美に音楽大学のパンフレットを渡され、音大への進学を勧められる。そのことを知った希美は、自分もその大学を受けたいとみぞれに告げる。
オーディションを終え、正式に二人がソロを担当することとなるが、なかなか演奏が噛み合わず、顧問であり指揮者の滝昇から注意されてしまう。練習後、みぞれはトランペットパートの後輩・高坂麗奈から、希美のことが信用できていないのではないかと問いかけられ、動揺する。ソロのある第3楽章は、リズと青い鳥の別れが描かれるパートである。みぞれは青い鳥を希美に重ねており、リズがなぜ青い鳥を逃がしたのかを理解できずにいた。
ある日、希美は新山に、自分も音大を受けるつもりであることを伝える。しかし、応援はされたものの、みぞれのように強く勧誘されることはなかった。その後も、合奏の合間に新山が指導するのはみぞればかりであり、次第に希美はみぞれに嫉妬するようになる。
2人の中学時代からの友人である吉川優子と中川夏紀も2人の違和感に気づいており、希美と3人きりで話をすることになる。希美はみぞれに対しての劣等感を抱えていること、そして本当に自分が音大に行きたいのか悩んでいることを打ち明ける。
時を同じくして、みぞれは新山にソロの相談をしていた。リズの気持ちが理解できないというみぞれに対し、新山は、もし自分が青い鳥ならどうかと問いかける。愛するリズの願いを受け入れるしかできなかった青い鳥に共感したみぞれは、自分が青い鳥であったことに気づく。
翌日、みぞれは滝に第3楽章の通し練習を提案し、早速始まった練習にて驚くほど成長した演奏を見せる。希美はみぞれの演奏にただただ圧倒され、技術力の差に涙をこぼす。合奏後、二人きりになった希美は、みぞれに自虐的な言葉を投げかける。しかしみぞれは希美の言葉を遮り、自分にとって希美は特別な存在であることを伝え、「大好きのハグ」をする。自身の想いを伝えるみぞれに対し、希美は「みぞれのオーボエが好き」と応え、何かを振り切ったように笑い出す。
希美は音大受験を諦め、普通大学の入試に向けた勉強を始める。ある日の帰り道、希美はみぞれに「私、みぞれのソロ、完璧に支えるから。今は、ちょっと待ってて。」と伝え、みぞれは「私も、オーボエ続ける」と宣言する。「本番、頑張ろう」という2人の言葉は重なり、ともに笑い合う。

## キャスト
出典 - 
- 鎧塚みぞれ - 種崎敦美
- 傘木希美 - 東山奈央
- リズ / 少女 - 本田望結
- 中川夏紀 - 藤村鼓乃美
- 吉川優子 - 山岡ゆり
- 剣崎梨々花 - 杉浦しおり
- 黄前久美子 - 黒沢ともよ
- 加藤葉月 - 朝井彩加
- 川島緑輝 - 豊田萌絵
- 高坂麗奈 - 安済知佳
- 新山聡美 - 桑島法子
- 橋本真博 - 中村悠一
- 滝昇 - 櫻井孝宏

## スタッフ
出典 - 
- 原作 - 武田綾乃（宝島社文庫『響け！ ユーフォニアム 北宇治高校吹奏楽部、波乱の第二楽章』）
- 監督・絵コンテ - 山田尚子
- 脚本 - 吉田玲子
- 演出 - 石原立也、武本康弘、山田尚子、小川太一、澤真平
- キャラクターデザイン・総作画監督 - 西屋太志
- 楽器設定・楽器作画監督 - 髙橋博行
- 作画監督 - 明見裕子、丸子達就、池田和美、門脇未来、丸木宣明、植野千世子、角田有希、岡村公平、西屋太志
- 色指定 - 石田奈央美、久保あずみ
- 特殊効果 - 三浦理奈
- 美術監督 - 篠原睦雄
- 撮影監督 - 髙尾一也
- 3D監督 - 梅津哲郎
- 音響監督 - 鶴岡陽太
- 録音 - 名倉靖
- 音楽プロデューサー - 斎藤滋
- 音楽 - 牛尾憲輔
- 音楽（童話『リズと青い鳥』） - 松田彬人
- 音楽制作 - ランティス
- 音楽制作協力 - 洗足学園音楽大学
- 吹奏楽監修 - 大和田雅洋
- 編集 - 重村健吾
- 監修 - 石原立也
- 製作 - 八田陽子、古川陽子、井上俊次、鶴岡陽太
- 企画プロデューサー - 八田英明
- プロデューサー - 大橋永晴、中村伸一、斎藤滋、瀬波里梨、鎗水善史
- 配給 - 松竹
- 『響け！』製作委員会 - 京都アニメーション、ポニーキャニオン、バンダイナムコアーツ、楽音舎
- 制作協力 - アニメーションDo
- アニメーション制作 - 京都アニメーション

## 制作

### 企画
『響け！ユーフォニアム』を映画化するという話は早くから動き出しており、テレビシリーズの続編をオリジナルストーリーで制作する予定であった。その後原作者・武田綾乃が自ら続編の『波乱の第二楽章』を執筆することとなり、これを1本の映画にする企画が始まった。本作の制作時にはまだ『波乱の第二楽章』は発刊されておらず、武田のプロットをもとに制作が進められた。武田によると、テレビアニメシリーズ第2期が終わった頃に『波乱の第二楽章』の詳細なプロットを執筆し、京都アニメーションに提出していたという。当初はテレビアニメシリーズで監督を務めた石原立也が1本の映画を制作する予定であったが、原作の分量が非常に多く、シナリオ会議では原作のどこに焦点を絞るかが話し合われていた。その中で、のちに本作の監督を務める山田尚子がみぞれと希美の物語を切り離して1本の映画にすることを提案し、本作の企画がスタートした。
武田は『波乱の第二楽章』の制作経緯について、以下のように語っている。
山田はみぞれと希美の物語のプロットを読んだときの印象を、武田との対談の中で以下のように語っている。
当初は本作と、石原が手掛ける『劇場版 響け！ユーフォニアム～誓いのフィナーレ～』が同時進行で制作される予定であったが、当時石原が他作品の監督を掛け持ちしていたことなどから、本作が先行して制作されることとなった。山田は、石原の手掛けるテレビシリーズおよび『誓いのフィナーレ』を「動・マクロ」とするならば本作は「静・ミクロ」の作品だと考えており、本作と『誓いのフィナーレ』とはっきりと描き分けるよう意識したという。その中で「『聲の形』のスタッフでつくったら、どんなものができるか想像つかなくて面白いな」と思い付き、音楽の牛尾憲輔やキャラクターデザインの西屋太志をはじめとした『聲の形』のスタッフを本作に招いた。

### 脚本
脚本は吉田玲子が担当した。山田とは『けいおん！』以降、『映画 聲の形』など幾度となくタッグを組んでいる仲である。山田は吉田の描く少女の世界に興味があったといい、吉田と作品の見方が異なることで、作品世界への理解が一方的にならず、冷静に取り組むことができたと語っている。山田は「物語はハッピーエンドが良いよ」という希美のセリフに刺激を受け、ハッピーエンドに照準を合わせて脚本作りを行ったという。
原作では、リズと青い鳥の話が冒頭で描かれ、その後にみぞれと希美の物語が始まるという流れだが、本作ではみぞれと希美の物語が描かれながら、物語の流れに合わせて度々リズと青い鳥の物語が挟まれるという構造になっている。山田は映画としての見栄えや、物語が進むにつれ「こういう話です」と示される仕掛けとしてこのような構造にしたと語っており、リズと青い鳥の世界と、みぞれと希美の世界が呼応することで生まれる効果を面白く描くことを意識したという。
山田がこれまで手掛けてきた『たまこラブストーリー』や『映画 聲の形』は、中心となる2人とその周りにいるキャラクターを描くというものであったが、本作はみぞれと希美の2人に集中した作品となっており、かねてより2人の関係を延々と描くことに挑戦したかったと語っている。原作では久美子が2人の間を取り持つシーンがあるが、本作では本人同士が向き合うということを重視したため、カットされている。

### 作画・演出
西屋太志が担当したキャラクターデザインは池田晶子がデザインしたテレビアニメシリーズのものから大きく変更され、肉感が抑えられた繊細なデザインとなっている。山田は西屋に「ちょっとした動きでもすくいとっていくような作品になるので、髪の毛1本、まつ毛1本も撮り逃さないような作品にしましょう」と話し、西屋がその際に提示したアイデアがほとんどそのまま採用されている。西屋は本作の総作画監督も務めており、全体的な演出のイメージは西屋の絵によるところが大きいと山田は語っている。
通常のアニメ制作では脚本が完成ししだい絵コンテの制作に移るが、本作では絵コンテの作業の前に「コンセプトワーク」と呼ばれる物語の核を作るための議論が行われ、山田を始めとした主要スタッフや、音楽を担当した牛尾憲輔が参加した。コンセプトワークでは「デカルコマニー」や「互いに素」といったワードが取り上げられ、本作の演出の基盤となっている。（各コンセプトの詳細については後述。）
みぞれと希美のほんの少しずつの変化を描くため、本作の絵コンテはすべて山田が切っている。山田は本作を演出するうえでの課題を「少女を撮り切る」とした。まばたきや呼吸、目をずらすといった細かい描写は、テレビアニメでは視聴者が離れてしまうため敬遠しがちであるが、劇場作品である本作ではじっくりと取り組むことを意識したという。また、本作は複雑な情報を苦手とするリミテッドアニメでありながら、「悲しいから悲しい表情をする」というような記号化した表現をできるだけ行わないよう心がけられた。京都アニメーションにはこういった細かい心の機微に理解のあるスタッフが多く、山田が想定していたような戸惑いもなく、制作を進めることができたという。
撮影の際には、望遠レンズで撮ったような映像にすることで、2人に気づかれないように覗き見をしているような映像を意識したという。また、遠くから息を潜めて見ている雰囲気を表現するため、分厚いガラス越しに見ているような、少し緑がかった色合いとなっている。

### 音楽

#### 学校パート
みぞれと希美の物語が描かれる学校パートの音楽は牛尾憲輔が担当した。牛尾が山田の作品に参加するのは『映画 聲の形』に続き本作が2作目である。
牛尾をオファーした経緯について、山田は以下のように語っている。
牛尾は2017年の初夏に山田から話を持ちかけられ、すでに出来上がっていた脚本を読み、本作への参加を決めた。多くの映画制作の現場では、作曲家が制作にかかわるのは映像が完成してからであるが、前述のとおり、牛尾は絵コンテの前段階の「コンセプトワーク」に参加し、山田らと話し合いを重ねた。
脚本を読んだ際、牛尾は本作がすごく秘めやかで、みぞれと希美の2人以外には知られてはいけない話だと感じたという。その感覚を突き詰め、学校にあるものや廊下を歩く足音などで音楽を表現し、物の視点で彼女たちを見守るというコンセプトが決まった。このコンセプトを牛尾らは「物の視座」と名付けている。牛尾は本作のモデルとなった京都府立莵道高等学校にてフィールドレコーディングを行い、音楽室の椅子を叩いた音、窓を擦った音、生物室のビーカーをヴァイオリンの弓で弾いた音などを収録した。劇伴作りではこういった音がメインとなり、その音を邪魔しないように楽器の音色で肉付けを行った。劇伴に使われている物音はみぞれと希美の動きに反応するようになっており、生物学室で2人が話すシーンではビーカーを擦った高い音で緊張を表現、みぞれが希美に大好きのハグをするシーンでは水道管や試験管のキラキラした音で驚きを表現、といったことが行われている。
また、山田らと話す中で上がったコンセプトのひとつに「デカルコマニー」というものもあった。デカルコマニーとはインクを垂らした紙を2つに折り、模様を形作る芸術技法のひとつである。左右の模様が一見同じに見えて、実際には全く異なるというデカルコマニーの特徴がみぞれと希美の関係にリンクし、本作のコンセプトのひとつに取り上げられた。牛尾は制作したデカルコマニーをモートン・フェルドマンのように図形譜にし、本作の劇伴のベースにした。収録した学校の物音がデカルコマニーで描かれた楽譜の一音一音になっており、音響監督の鶴岡陽太は「たぶんビーカーや窓ガラスは中央の線で、右と左の二つを見守る視点にある」と牛尾に語ったという。なお、このコンセプトは作画とも共有され、青い鳥が羽ばたくアニメーションはデカルコマニーで描かれた。
さらに、「互いに素」というワードもコンセプトとなった。互いに素とは、2つの整数a,bを割り切れる整数が1のみであることを表す数学用語である。数が大きくなるにつれ分布が発散する様が、隣同士であったものがどんどん離れていくようであり、みぞれと希美の関係にリンクすることからコンセプトに選ばれた。ラストシーンのみぞれと希美が下校するシーンの足音は、みぞれがテンポ100、希美がテンポ99と101という互いに素のテンポで変異し、その中で4歩だけ音が重なるという演出になっている。なお牛尾は、狙ったわけではなく奇跡的におきた現象だと語っている。
本作の劇伴は空気感やムードを醸す、音響的なサウンドであるため、劇伴の音量を下げ、セリフや効果音の奥に配置するように音量調節が行われている。また、観客の印象に残るのは松田の作曲した「リズと青い鳥」であり、自身の曲は「ほかに音楽なんてあったっけ」と思わせることが理想であったため、作家性を抑え、いかに音を削っていくかが課題であったという。
オープニングで使用された「wind,glass,bluebird」は「物音ミュージカル」と名付けられた手法で作曲された。物音ミュージカルとは、まず山田と牛尾で足音のテンポを決め、そのテンポに合わせて山田が絵コンテを作り、それに合わせて必要な効果音を取り寄せ、足音をはめ、音楽にしていくという作業であった。牛尾の音楽によってアニメの映像が大きく作り直されるため、作曲作業はアニメスタジオで行われた。
希美のフルートに反射した光がみぞれに当たるシーンで流れる「reflexion,allegretto,you」は、絵コンテは仕上がっていたものの動画は一切出来上がっていない段階で制作された楽曲であり、ワンシーンではなく『リズと青い鳥』という作品全体に当てて作曲された。牛尾は「この曲ができたから『ああ、この映画は形になるな』と思いました。初期衝動みたいなものが入っていると思います。」と語っている。
梨々花が登場するシーンで流れる「doublelead,girls」は、他の楽曲とは対照的に、ほのぼのとした曲調になっている。この楽曲は、牛尾がエバーグリーンな曲を山田に聴かせた際、山田が非常に乗ってきたため制作された。また、「山田さんが常々ファンとおっしゃっている、昔から長く続くアニメがあって、そういうものを一度ちゃんとやろうと思って作ってみた」とも語っている。山田はこの楽曲を非常に気に入っており、劇中ではアレンジを入れずに6回ほど使われている。
エンディングで使用された「wind,glass,girls」も、オープニングと同じく「物音ミュージカル」によって制作された。牛尾は希美の未来が文字通り「望み」のあるものであってほしいと願って作曲し、曲全体は転調によって切なくなっていきながらも、最後に「ピン」という音で明るく終わる楽曲となっている。山田は「最後の『ピン』とひとつ音を入れて締めてくれただけで映画が肯定的な雰囲気で終わらせられた」と語っている。
エンディングテーマの「girls,dance,staircase」は、この映画で描かれる感情から、本編の後に地続きでそれを受け取る何かが必要だろうと話し合われ、制作された。この楽曲は本作のコンセプトのひとつ「聖なるもの」を表現しており、山田のアイディアからボーイソプラノが使われている。歌唱は小野豊。牛尾の依頼により作詞は山田が行ったが、非常に難しかったと山田は語っている。みぞれと希美を見守る目線が歌詞で表現されている。

#### 童話パートと自由曲「リズと青い鳥」
自由曲「リズと青い鳥」は本作と『誓いのフィナーレ』を繋ぐ共通の曲であることから、テレビシリーズの音楽を担当した松田彬人が制作した。松田は山田より、観客がフレーズを覚えて帰れるような楽曲というオーダーを受け、作曲した。また、青い鳥の苦悩や葛藤を表現しながらも、いかにオーボエを美しく響かせるかに注力したという。みぞれのオーボエは大久保茉美が、希美のフルートは谷髙杏実がそれぞれ担当した。大久保と矢髙は、山田からみぞれと希美の性格について説明を受け、キャラクターの心理を演奏で演じた。山田は演奏しているときの2人の表情が非常に良かったと語っており、作画も負けていられないと刺激を受けたという。
松田はリズと青い鳥の話が描かれる童話のパートの音楽も担当している。童話パートの音楽のコンセプトは「とにかくシンプルに、とにかく分かりやすく、人の心にすっと入り込む音楽」であった。

### 演技・キャスティング
鎧塚みぞれ役の種崎敦美、傘木希美役の東山奈央をはじめ、テレビアニメシリーズで演じたキャストが続投した。
種崎は「『響け！ユーフォニアム2』スペシャルトークイベント～1・2年生合同！宇治でお祭りフェスティバル～」にて本作の制作がサプライズで発表された際に観客と共に知り、その時のことを「発表された瞬間、続きを見られる!!!また演じられる！と、ただただうれしくて、号泣しました。うれし過ぎて、立っていられなかった」と回想している。東山はイベントに参加できなかったためSNSで本作の製作を知り、非常に驚いたとともに、第2期で新キャラクターだった2人で映画を作るということにプレッシャーも感じたという。山田からはまず2人に約30分におよぶ作品説明が行い、特別ではなく、当たり前のように存在するように、自然体で演技をするよう伝えた。また、「すべてのものが傍観者」というキーワードも、大きなコンセプトとなっていた。キャラクターデザインや音楽と同じように、キャストの演技もテレビアニメシリーズから大きく変わっており、東山の演じた希美の演技はテンションを抑えた、より静かなものになっている。また、第2期の終盤では、みぞれと希美は和解して仲が良くなっているため、本作ではそれらを切り離し、新しい作品として演じたという。一方で種崎は、テレビアニメシリーズから引き続き「希美といっしょにいるときは、つねにクライマックス、最終回の気持ちでいてください」と山田より伝えられ、その言葉を常に意識しみぞれを演じた。
本作の台本は非常にト書きが多く、中にはト書きのみで、セリフのないページもあった。種崎と東山は、ト書きに記された膨大な量の情報をひとつのセリフに込め、セリフと相反する感情を感じさせる必要もあったため、アフレコはかなりの集中力を要したという。また、山田は会話の「間」を大事に本作を演出しており、相手の言葉を咀嚼する時間があることで、思っていることと裏腹なことを喋るシーンも非常に演じやすかったと、東山は語っている。また、アフレコの時点で映像はかなり完成しており、さらにその映像が非常に人間的な動きとなっていたため、感情を乗せて芝居をすれば自然と映像が合うという初めての経験ができたという。
本作より登場する高校1年生のオーボエ担当・剣崎梨々花は杉浦しおりが演じた。杉浦はキャスト発表の際「自分の気持ちに正直な普通の女の子ということで、自然に出てくる感情を大切にしようと思いながら素直な演技を心がけました」と語っている。山田は「女子高生だけど『おやじ』のように」とディレクションを行った。
童話の登場人物であるリズと青い鳥は、当時中学生の本田望結が一人二役で演じた。山田はもともと、透明感がありつつ聞いただけでわかるほど特徴的な本田の声を気に入っており、無垢で可愛らしいリズと青い鳥のイメージに本田の声が合致し、プロデューサーに提案し本作への出演が決まった。一人二役とした理由について山田は「きっとこのお話はどっちがどうだというのを明示する話ではないんです。〔中略〕やっぱりそこで思ったのが、お互いがお互いを思っているけど理解するまで及んでいないというのは、この作品の大きな肝だということです。」と語っている。本田は山田より「そんなにこの2人に、しっかりとした色をつけないでほしい」と伝えられ、リズは大人しい女の子、少女は天真爛漫で喜怒哀楽が激しい女の子ということを、声ではなくテンションで違いを付け、2人を演じた。

## 主題歌
「Songbirds」
Homecomingsによる主題歌。作詞は福富優樹、作曲・編曲はHomecomings。
エンドロールの2曲目として使用された。山田はかねてよりHomecomingsのファンであり、少し後ろに戻りながら進んでいく曲展開が青春映画にぴったりだと感じ、ダメ元でオファーしたという。オファーを受けた時のことをHomecomingsの福富優樹は「あれっ、なんで僕らなんやろう？」「日本語でメチャクチャ売れる曲を書かなきゃいけないのかな？これはビジネス・チャンスかも」と回想している。その後初めての打ち合わせの際、山田はラフ・トレード・レコードのトートバックを持参しており、Homecomingsは山田が自分たちの音楽を理解している人だと感じ、オファーを受け入れた。
Homecomingsのメンバーはまず本作の台本を読み、その後京都アニメーションのスタジオを見学し、その周辺を散歩した。その際に見た線画の映像や周りの景色に大きなインスピレーションを受け、メンバーの間で共通のイメージができたことで、楽曲が作り上げられていった。また、散歩の際に夕日を見ながら聴いたティーンエイジ・ファンクラブにも大きな影響を受けているという。
福富は当初、タイアップ曲ということで歌詞を日本語詞にすることを考えていたが、山田の強い要望で他の楽曲と同じく英語で作詞された。本作の歌詞は山田がHomecomingsを知ったきっかけであり、一番気に入っているという曲「HURTS」と地続きになっており、また山田より「レンズ越しに遠くから見てる作品」と話があったため、そういった距離感で作詞されている。様々な要素が盛り込まれたため、作詞はかなり苦労したという。

## 封切り

### 日本国内
2018年4月21日、全国73館で公開された。公開3日間の週末映画動員ランキング（興行通信社調べ）では11位を獲得し、ぴあが調査した映画初日満足度ランキングでは2位を獲得した。

### 日本国外
フランス
アヌシー国際アニメーション映画祭の長編部門オフィシャル作品に本作が選出され、開催期間の2018年6月11日から6月16日まで上映された。2019年4月17日にはユーロズームの配給で公開された。
アメリカ合衆国
2018年7月6日、アニメ・エキスポにてプレミア上映され、牛尾憲輔が登壇した。また、10月14日にはLA Femme Film Festivalにて上映された。11月9日にはイレブンアーツの配給により、字幕版と吹替版が上映された。最終的に本作は全米で63,204ドルを売り上げた。
台湾
2018年10月5日にGaragePlayの配給で公開された。当初は9月21日公開予定であったが、諸般の事情で延期された。
韓国
2018年10月9日にD-STATIONの配給で公開された。
ドイツ
2019年6月1日と2日にニッポン・コネクションにて上映された。
イギリス
2020年11月にLeeds International Film Festivalにて上映される予定であったが、新型コロナウイルスの流行によるロックダウンの影響で中止された。
イタリア
2022年5月27日にミラノの映画館Odeonにて本作の上映会が行われた。主催はAnime Factory。

## 評価

### 売上
本作の限定版Blu-rayの初週売上は1万2369枚を記録し、週間Blu-rayランキング（ORICON調べ）では2位を獲得した。また、通常版は2969枚を売り上げ、週間Blu-rayランキング（同調べ）では5位を獲得した。DVDの初週売上は936枚を記録し、週間DVDランキング（同調べ）では2位を獲得した。

### 批評

#### 日本国内
『「アニメ評論家」宣言』などの著作があるアニメ評論家の藤津亮太はアニメ！アニメ！で連載しているコラム「アニメの門V」にて、冒頭のみぞれと希美の歩き方の違いで2人の関係性を、不調和なソロで不穏な雰囲気を表現し、冒頭10分で物語のすべてを示していると語っている。また、柱や実験スタンドを「境界線」として使用することでキャラクターの関係性を表現しており、さらに花のカットのインサートや飛んでいく鳥のイメージを映すことで、映像言語を重層的に展開していると評している。また、『けいおん！』や『たまこラブストーリー』でも使用された、望遠レンズでキャラクターを「盗み見る」という手法は本作でさらに発展し、ラストシーンで共に歩く2人を望遠レンズで撮影し、レンズの圧縮効果によって2人の距離を映さないことで、「なんの距離もなく一緒に下校しているその瞬間があったという事実」を表現していると語っている。
『映像表現革命時代の映画論』などの著書がある映画ライターの杉本穂高は、山田尚子と吉田玲子の関係を論じた記事の中で、本作の脚本のト書きは芝居の指定も非常に細かく、キャラクターの感情の動きに非常に説得力が出る構成になっていると述べている。また、廊下での会話と教室での会話のそれぞれで、どのキャラクターを絡ませるかの選択が上手いと評しており、脚本に特段の工夫はないとした土屋誠一の論評を否定している。
映画ライターの高橋諭治はMOVIE WALKER PRESSに寄せたレビューにて、テレビアニメシリーズは1話も見ていないと断ったうえで、「これほど豊かで純度の高い『少女映画』にはそうそうお目にかかれない」「否応なく迫りくる思春期の終わりという残酷なテーマにも触れたこの映画は、それ故にずしりと胸に響く珠玉の一作」と評している。高橋は、舞台が大所帯の吹奏楽部でありながら群像劇にならず、空間や登場人物を限定することで、ジャンルの定型を逸脱した「みぞれと希美の『内なる想い』に焦点を絞った映像世界」になっているとし、それが静かなスペクタクルを体感させると語っている。
映画ライターの葛西祝はIGN Japanに寄せたレビューにて、説明的な描写や記号的な感情表現を極力削り、さらに現実世界・絵本の世界・みぞれの心象風景を3つのアニメーションで多層的に展開する本作の表現方法は、『けいおん！』『たまこラブストーリー』『聲の形』と重ねてきた山田尚子の表現の極地だと評している。総評では「これまで記号的なアニメ表現を避けながら制作されたケースは実写的なアプローチや作画追及的なアプローチだが、感情表現はないがしろにされてきた。それらと比較すると本作の沈黙の奥にある感情表現は例外であり、一見に値する。」と述べ、10点中9.1点の評価を与えている。
映画監督の松江哲明はリアルサウンドで連載しているコラム「松江哲明の“いま語りたい”一本」にて、山田の前作『映画 聲の形』が高い評価を受けていながらも、本作は決して手堅いものにはならず、むしろ「デビュー作」と思うほど実験的で大胆な作品になっていたと評している。また、舞台を学校に限定することで彼女たちの日常を観客に想像させる余地を与えており、さらに共学という設定でありながら男子生徒の姿をほとんど映さないことでみぞれの心情を表現していると述べている。こういった手法はアニメーションならではのものであり、20代の俳優が演じる近年の少女漫画の実写映画よりも遥かに思春期のリアルが描けていると語っている。そういった意味で本作と近しい作品として、中原俊の『櫻の園』、市川準の『つぐみ』『あしたの私のつくり方』を挙げている。
漫画家の衿沢世衣子は映画.comに寄せた映画評論にて、人との交流が苦手なみぞれと天真爛漫な希美が細やかなアニメーションと演出で描き分けられていたと評している。また、みぞれの希美への依存は胸が痛く、それを朗らかにやり過ごす希美は少し怖かったといい、「絆や繋がりの大切さを強調されることが多い今、手を強く握ることだけではなく、その手を解くことの大切さについて描かれていることが、なんだか嬉しかった」と語っている。
毎日新聞は「テレビ版を知らずとも、みずみずしい映像世界に魅了される逸品」「山田監督は多感な少女たちの内なる思いをセリフに頼らず、２人が歩く足元のクローズアップ、髪を払う仕草、視線の交錯とすれ違いなどの繊細な描写で表現」「そこに息づくひそやかなスリルに目を奪われ、切実な感情に胸を打たれずにいられない。そして青春音楽ドラマの定型を破ったこの映画、最後に少女たちが見いだす友情の真理も感動的だ。」と絶賛した。
産経新聞は 「実写映画に近いカメラアングルなど、作品へのこだわりと熱量を随所に感じる」「独占欲にも似た友情。友人への羨望と、自分への失望。壊れやすい砂糖菓子のような繊細な作風は、合わない人には合わないと思うが、"これは私の話だ"などと心に強く響く人もいる。」とし、4つ星の評価を与えている。

#### 日本国外
|                   | 総合 | ストーリー | アニメーション | 美術 | 音楽 |
| ----------------- | ---- | ---------- | -------------- | ---- | ---- |
| Nick Creamer      | A+   | A          | A              | A+   | A++  |
| Richard Eisenbeis | A-   | B          | A-             | A-   | A+   |

アメリカのアニメ紹介サイトAnime News Networkは、Nick Creamer、Richard Eisenbeisの2名によるレビューを掲載した。アニメ専門ライターのCreamerは、言葉ではなく、キャラクターデザインや音楽、そして演技で彼女らの内面を正確に描写している点を称賛しており、「『リズ』は純粋でノスタルジックな憧れの作品ではない。過去の自分自身への賛歌であると同時に、これから私たちがなれるかもしれないすべてを祝福する作品であり、変化は訪れるが本当の気持ちは変わらないという自信で青春の痛みを和らげる作品なのだ。」と語っている。日本のゲームおよびアニメを専門とするライターのEisenbeisは、タイトルや宣伝に一切「響け！ユーフォニアム」のタイトルが使われていない点を指摘し、単体の映画としても十分に成立していながらも、新体制となった吹奏楽部の様子が垣間見れるため、従来のファンも楽しむことができると述べている。また、本作の最も優れている点はテレビシリーズのメインキャラクターである久美子と麗奈がほとんど出て来ない点だとし、これによって本作は独自のアイデンティティを確立させていると語っている。なお、本作の物語の語り方は見事だとしつつも、内容自体はサプライズのない予測可能なものであったとし、その点を唯一の欠点としている。
アメリカの週刊誌オースティン・クロニクルのカルチャー部初代編集長のRichard Whittakerは、同誌に掲載したレビューにて星3.5を与え、CGでリアルに描かれた教室の風景と、フランダースの犬をはじめとする黒田昌郎作品や初期の宮崎駿作品を思わせるおとぎ話の風景のコントラストは、離れていく2人という薄っぺらい物語に繊細な命を吹き込んでいると述べている。
フランスの夕刊紙ル・モンドの記者Mathieu Macheretは同誌に掲載したレビューにて、『聲の形』に引き続き、細やかな描写で形作られた超繊細な世界によって、引きこもりや孤立が問題となっているこの国で自身の感情を伝えようともがき続けている少年少女のポートレートを描いていると述べ、モーリス・メーテルリンクの『青い鳥』との関連を指摘している。
ドイツの映画雑誌Filmdienstは「 おとぎ話の世界と現実の世界を巧みに構成したこのアニメは、少女たちの個人的な運命を現代の日本の社会的文脈に置き、抑制され、淡々としていながらも内向的な情感に満ちた人間関係の物語を伝えている。」と評し、星4つを与えている。また、同紙のライターJörg Gerleは、みぞれと希美の関係は西洋社会の観客には性的な関係に見えるかもしれないが、おそらく制作者はまったく意図しておらず、敬意と純潔に満ちた「親友」という彼女らの関係は日本独特のものだと述べ、本作ではそういった日本社会の「特殊性」を学ぶことができると語っている。

### 受賞・ノミネート等
| セレモニー                           | 部門・賞                               | 対象                  | 結果       |
| ------------------------------------ | -------------------------------------- | --------------------- | ---------- |
| 第23回サテライト賞                   | アニメーション・ミックスメディア映画賞 | Liz and the Blue Bird | ノミネート |
| 第73回毎日映画コンクール             | 大藤信郎賞                             | リズと青い鳥          | 受賞       |
| 第43回報知映画賞                     | アニメ作品賞                           | リズと青い鳥          | ノミネート |
| 第3回クランチロール・アニメアワード  | 最優秀映画賞                           | リズと青い鳥          | ノミネート |
| 第22回文化庁メディア芸術祭           | アニメーション部門・審査委員会推薦作品 | リズと青い鳥          | 選定       |
| ニュータイプアニメアワード 2017-2018 | 作品賞（劇場上映作品）                 | リズと青い鳥          | 6位        |

## Blu-ray / DVD
2018年12月5日に「台本付数量限定版Blu-ray」「通常版Blu-ray」「通常版DVD」の3形態が発売された。発売元は京都アニメーション・『響け！』製作委員会、販売元はポニーキャニオン。映像特典として各種PV、山田尚子と畳野紗加へのインタビュー、メイキングが収録された。音声特典として種崎敦美、東山奈央、藤村鼓乃美、山岡ゆりによるキャストコメンタリーと、山田尚子、西屋太志、髙尾一也、石田奈央美、篠原睦雄、牛尾憲輔、倉橋裕宗によるスタッフコメンタリーが収録された。メニュー画面には「隠しボタン」があり、クリックすると牛尾がBlu-ray・DVDのために描き下ろした新曲「reflexion,andante,you (for their last 4 steps)」と、新規映像が再生される。2019年1月19日にはBlu-ray・DVDの大ヒットを記念したトークイベントが新宿ピカデリーにて行われ、種崎と東山が登壇した。
日本国外では、2019年3月5日に英語版のBlu-rayとDVDがShout! Factoryより、2019年9月20日にドイツ語版のBlu-rayがLeonineより、2019年11月19日にフランス語版のBlu-rayとDVDがユーロズームより、2022年6月23日にイタリア語版のBlu-rayがAnime Factoryより、2023年1月30日に英語版のCollectors Blu-rayがAnime Limitedより発売された。

## サウンドトラック
『girls,dance,staircase』は牛尾憲輔による本作のサウンドトラック。2018年4月25日、バンダイナムコアーツより発売。Disc1には牛尾による劇伴が、Disc2には松田彬人による劇伴が収録された。Disc1のミックスは北城浩志が担当した。牛尾は本作の楽曲について「サントラとして聴くと音量を上げてるので怖く聴こえると思う」と語っている。
また、半券キャンペーンの景品として、150枚限定でアナログレコード盤も製作された。選曲は牛尾が行い、カッティングと音源の微調整には北城も加わっている。アナログレコード盤限定で、「girls,dance,staircase」のインストバージョン「no one,dance,staircase」も収録された。

### 収録曲
| プロデューサー: 牛尾憲輔。出典 |                                        |       |            |       |
| #                              | タイトル                               | 作詞  | 作曲・編曲 | 時間  |
| 1.                             | 「wind,glass,bluebird」                |       |            | 05:53 |
| 2.                             | 「chairs (unused tracks)」             |       |            | 00:56 |
| 3.                             | 「secret,green,steps」                 |       |            | 01:55 |
| 4.                             | 「slow,slow,」                         |       |            | 00:50 |
| 5.                             | 「flute,girls,I」                      |       |            | 00:37 |
| 6.                             | 「room,me,you」                        |       |            | 01:16 |
| 7.                             | 「reminiscence (unused tracks)」       |       |            | 01:18 |
| 8.                             | 「doublelead,girls,I」                 |       |            | 00:48 |
| 9.                             | 「doublelead,girls,II」                |       |            | 00:20 |
| 10.                            | 「library,with,without」               |       |            | 00:48 |
| 11.                            | 「flute,girls,II」                     |       |            | 00:36 |
| 12.                            | 「lesson room (unused tracks)」        |       |            | 01:44 |
| 13.                            | 「aquarium,eyes,」                     |       |            | 00:37 |
| 14.                            | 「reflexion,allegretto,you」           |       |            | 01:20 |
| 15.                            | 「decalcomanie,everything,but,」       |       |            | 01:45 |
| 16.                            | 「linoleum,flute,oboe」                |       |            | 01:07 |
| 17.                            | 「offwhite,」                          |       |            | 01:24 |
| 18.                            | 「glass trees (unused tracks)」        |       |            | 02:07 |
| 19.                            | 「doublelead,girls,III」               |       |            | 00:26 |
| 20.                            | 「doublelead,girls,IV」                |       |            | 01:01 |
| 21.                            | 「seesaw,」                            |       |            | 00:59 |
| 22.                            | 「decalcomanie noise (unused tracks)」 |       |            | 01:04 |
| 23.                            | 「doublelead,girls,V」                 |       |            | 01:10 |
| 24.                            | 「decalcomanie,3rd,window」            |       |            | 01:05 |
| 25.                            | 「doublelead,girls,VI」                |       |            | 00:51 |
| 26.                            | 「flare fragments (unused tracks)」    |       |            | 01:50 |
| 27.                            | 「decalcomanie,left,beaker」           |       |            | 01:39 |
| 28.                            | 「decalcomanie,right,beaker」          |       |            | 01:43 |
| 29.                            | 「corridor,no,」                       |       |            | 00:56 |
| 30.                            | 「black,stand,covered」                |       |            | 02:17 |
| 31.                            | 「tones (unused tracks)」              |       |            | 01:29 |
| 32.                            | 「surround,test tubes」                |       |            | 00:19 |
| 33.                            | 「secret,love,steps」                  |       |            | 02:04 |
| 34.                            | 「stereo,bright,curve」                |       |            | 02:02 |
| 35.                            | 「decalcomanie,surround,echo」         |       |            | 05:30 |
| 36.                            | 「Kadenz,」                            |       |            | 02:28 |
| 37.                            | 「wind,glass,girls,」                  |       |            | 04:37 |
| 38.                            | 「girls,dance,staircase」              |       |            | 02:35 |
| 合計時間:                      | 合計時間:                              | 61:26 |            |       |

| 全作曲: 松田彬人。出典 |                                              |           |            |          |       |
| #                      | タイトル                                     | 作詞      | 作曲・編曲 | 編曲     | 時間  |
| 1.                     | 「物語の始まり」                             |           | 松田彬人   | 松田彬人 | 01:32 |
| 2.                     | 「繰り返される日々」                         |           | 松田彬人   | 松田彬人 | 03:58 |
| 3.                     | 「リズと少女の世界」                         |           | 松田彬人   | 松田彬人 | 02:48 |
| 4.                     | 「リズと青い鳥 第一楽章 「ありふれた日々」」 |           | 松田彬人   | 黒田賢一 | 04:56 |
| 5.                     | 「リズと青い鳥 第二楽章 「新しい家族」」     |           | 松田彬人   | 黒田賢一 | 05:01 |
| 6.                     | 「リズと青い鳥 第三楽章 「愛ゆえの決断」」   |           | 松田彬人   | 黒田賢一 | 06:27 |
| 7.                     | 「リズと青い鳥 第四楽章 「遠き空へ」」       |           | 松田彬人   | 黒田賢一 | 05:54 |
| 8.                     | 「リズと青い鳥（コンクール用編曲Ver.）」     |           | 松田彬人   | 黒田賢一 | 08:45 |
| 9.                     | 「みぞれと梨々花のオーボエ練習曲」           |           | 松田彬人   | 松田彬人 | 02:03 |
| 合計時間:              | 合計時間:                                    | 合計時間: | 41:24      |          |       |

### 評価
ライターの庄司亮一はAV WatchにDSD版のレビューを寄せ、「音場が左右に広がり、奥行きの見通しも良く、まるで映画の中に入り込んだような感覚が味わえる。」と評している。オープニングで使用された「wind,glass,bluebird」は、みぞれと希美の靴音が混ぜられた演出が衝撃的だったとし、映画の導入部が鮮やかに蘇ると述べている。また、PVでも使用された「reflexion,allegretto,you」や、フルートパートが歓談するシーンで流れる「flute,girls」、梨々花が登場する時に流れる「doublelead,girls」は作業用BGMとして夜静かに流したいと語っている。
Disc2に収録された松田の楽曲について庄司は「吹奏楽曲なので音数が非常に多く迫力もあり、管楽器の豊かな響きが味わえる。特に、松田氏が手がけた『リズと青い鳥 第三楽章 愛ゆえの決断』(44曲目)は映画のクライマックス、部のメンバー全員を集めた通し練習のシーンで流れるが、この演奏がとても素晴らしい。みぞれのオーボエが真の実力を見せつけ、圧倒されて涙を抑えられない希美のフルートが次第にかすれていく映像を、いつ聴いても脳裏に思い浮かべてしまう。」と評している。

## イベント・タイアップ

### 舞台挨拶
2018年4月4日から6月28日まで、キャスト・スタッフによる舞台挨拶が行われた。実施日、出演者、実施劇場は以下の通り。
| 日時    | 場所                       | 出演者                                         | 備考                                         | 出典   |
| ------- | -------------------------- | ---------------------------------------------- | -------------------------------------------- | ------ |
| 4月4日  | 丸の内ピカデリー           | 種崎敦美 東山奈央 本田望結 山田尚子            | 完成披露先行上映会                           | [ 91 ] |
| 4月21日 | 新宿ピカデリー             | 種崎敦美 東山奈央 本田望結 山田尚子            | 公開記念舞台挨拶                             | [ 92 ] |
| 4月21日 | 川崎チネチッタ             | 種崎敦美 東山奈央 山田尚子                     | 公開記念舞台挨拶                             | [ 92 ] |
| 4月21日 | 横浜ブルク13               | 種崎敦美 東山奈央 山田尚子                     | 公開記念舞台挨拶                             | [ 92 ] |
| 4月22日 | なんばパークスシネマ       | 種崎敦美 東山奈央 山田尚子                     | 公開記念舞台挨拶                             | [ 92 ] |
| 4月22日 | MOVIX京都                  | 種崎敦美 東山奈央 本田望結 山田尚子            | 公開記念舞台挨拶                             | [ 92 ] |
| 4月28日 | TOHOシネマズららぽーと船橋 | 種崎敦美 黒沢ともよ 安済知佳 山田尚子          | 公開記念舞台挨拶                             | [ 92 ] |
| 4月28日 | MOVIX柏の葉                | 種崎敦美 黒沢ともよ 安済知佳 山田尚子          | 公開記念舞台挨拶                             | [ 92 ] |
| 4月28日 | MOVIX亀有                  | 種崎敦美 黒沢ともよ 安済知佳 山田尚子          | 公開記念舞台挨拶                             | [ 92 ] |
| 4月29日 | MOVIXさいたま              | 種崎敦美 東山奈央 山田尚子                     | 公開記念舞台挨拶                             | [ 92 ] |
| 4月29日 | シネマサンシャイン池袋     | 種崎敦美 東山奈央 山田尚子                     | 公開記念舞台挨拶                             | [ 92 ] |
| 4月29日 | TOHOシネマズ上野           | 種崎敦美 東山奈央 山田尚子                     | 公開記念舞台挨拶                             | [ 92 ] |
| 5月11日 | 新宿ピカデリー             | 山田尚子 牛尾憲輔                              | スタッフトーク付き上映会                     | [ 93 ] |
| 5月12日 | 新宿ピカデリー             | 種崎敦美 東山奈央 山岡ゆり 藤村鼓乃美 山田尚子 | 大ヒット御礼舞台挨拶                         | [ 93 ] |
| 5月12日 | MOVIXさいたま              | 種崎敦美 東山奈央 山岡ゆり 藤村鼓乃美 山田尚子 | 大ヒット御礼舞台挨拶                         | [ 93 ] |
| 5月18日 | MOVIX京都                  | 山田尚子 西屋太志                              | スタッフトーク付き上映会                     | [ 93 ] |
| 5月25日 | MOVIX京都                  | 山田尚子 Homecomings                           | スタッフトーク付き上映会                     | [ 93 ] |
| 6月2日  | 新宿ピカデリー             | 山田尚子                                       | ミニトーク＆入場者プレゼントお渡し会付上映会 | [ 94 ] |
| 6月3日  | MOVIX京都                  | 山岡ゆり 藤村鼓乃美 山田尚子                   | 追加舞台挨拶                                 | [ 94 ] |
| 6月8日  | MOVIX京都                  | 山田尚子                                       | ミニトーク＆入場者プレゼントお渡し会付上映会 | [ 94 ] |
| 6月14日 | MOVIX京都                  | 石原立也 武本康弘 小川太一                     | 演出スタッフによる舞台挨拶付き上映会         | [ 95 ] |
| 6月28日 | 新宿ピカデリー             | 種崎敦美 東山奈央 杉浦しおり                   | 大ヒット御礼追加記念舞台挨拶                 | [ 96 ] |

### タイアップ
京阪電車
2018年4月12日、「京阪電車×響け!ユーフォニアム2018」の一環として、MOVIX京都にて映画本編の先行試写会が行われた
東京メトロ
2018年4月14日、「東京メトロサンクスイベント」と題し、一ツ橋ホールにて映画本編の先行試写会が行われた。
ヤマハ
ヤマハが全国の中学校・高等学校の吹奏楽部・マーチングバンド部・オーケストラ部を対象に行われたキャンペーン「新入部員募集コンテスト2018」とのタイアップが行われ、エントリー校に抽選で本作のオリジナルクリアファイルが贈られた。
ファーストキッチン
2018年4月1日から4月30日まで本作とのコラボキャンペーンが行われ、ファーストキッチンの公式ツイッターアカウントをフォローした人から抽選で、キャスト直筆サイン入りポスターがプレゼントされる企画が行われた。
京都府赤十字血液センター
若年層世代への更なる献血啓発を目的とし、京都府赤十字血液センターとのタイアップ企画が2019年4月21日より行われた。献血を行った希望者に特製クリアファイルが贈られた。
カラオケパセラ
2018年4月21日から5月13日まで本作のタイアップが行われ、コラボメニューの販売とオリジナルポストカードの配布が行われた。
京都タワーホテル
テレビシリーズにも登場する京都タワーのホテルにて、2022年9月12日から2023年8月31日にかけて本作とのコラボルームが設けられた。「リズと青い鳥」の絵本を始めとした本作ゆかりの展示品やキャラクターのサイン、キャラクターの描く青い鳥などが展示され、室内に備えられたプロジェクターで本作を鑑賞することができた。
PREMICO
2023年12月27日、本作の公開5周年を記念し、会津塗で制作され、「リズと青い鳥 第三楽章『愛ゆえの決断』」のフレーズが収録されたオルゴールが、PREMICOオンラインショップにて500点限定で販売された。

## 放送
| 回数 | 放送日時                           | 放送局      | 放送枠              | 視聴率（ビデオリサーチ） | 備考            |
| ---- | ---------------------------------- | ----------- | ------------------- | ------------------------ | --------------- |
| 1    | 2019年03月29日 21時00分 - 22時45分 | WOWOWシネマ |                     |                          | テレビ初放送    |
| 2    | 2020年07月31日 19時15分 - 05時30分 | WOWOWシネマ |                     |                          | [ 107 ]         |
| 3    | 2020年12月09日 03時55分 - 15時30分 | WOWOWシネマ |                     |                          | [ 108 ]         |
| 4    | 2021年03月13日 19時00分 - 20時30分 | AT-X        |                     |                          | [ 109 ]         |
| 5    | 2021年07月21日 19時00分 - 20時45分 | BS12        | BS12 アニメの夏っ！ |                          | [ 110 ] [ 111 ] |
| 6    | 2021年12月18日 01時00分 - 02時35分 | AT-X        |                     |                          | [ 112 ]         |
| 7    | 2021年12月18日 09時00分 - 10時35分 | AT-X        |                     |                          | [ 112 ]         |
| 8    | 2024年01月02日 11時05分 - 12時35分 | NHK Eテレ   |                     |                          | 地上波初放送    |
| 9    | 2024年04月06日 00時45分 - 02時16分 | NHK Eテレ   |                     |                          | [ 114 ]         |